# Парфенюк Олена Павлівна
Парфенюк Олена Павлівна (1922—1977) — радянський і український художник по гриму. 

## Біографічні відомості
Народилась 28 серпня 1922 р. в Києві. Працювада художником по гриму на Кіностудії ім. Довженка.
Була членом Спілки кінематографістів УРСР.
Померла 1 травня 1977 р. в Києві.
Дочка: Парфенюк Олена Борисівна (*1947) — український кінознавець. Заслужений працівник культури України (2000) .

## Фільмографія
Працювала у фільмах:
- «Командир корабля» (1954)
- «Лимерівна» (1955)
- «Море кличе» (1955)
- «Павло Корчагін» (1956)
- «Гори, моя зоре!» (1958)
- «Хлопчики» (1959)
- «Повість наших днів» (1959)
- «Звичайна історія» (1960)
- «Морська чайка» (1961)
- «Юнга зі шхуни „Колумб“» (1963)
- «Ракети не повинні злетіти» (1964)
- «Берег надії» (1967)
- «Білі хмари» (1968)
- «Комісари» (1970)
- «Серце Бонівура» (1970, 2 а)
- «Назад дороги немає» (1970)
- «Захар Беркут» (1971, у співавт. з О. Матвєєвим)
- «Адреса вашого дому» (1972)
- «Пропала грамота» (1972)
- «Земні та небесні пригоди» (1974)
- «Анна і Командор» (1974) та ін.